# Mausolée de Yu le grand
Le mausolée de Yu le grand (chinois : 大禹陵) est la tombe de Yu le grand, de la dynastie Xia, empereur mythique pour les Chinois, notamment les Han et les Qiang). Il est situé aux pieds des Monts Kuaiji, dans le village de la tombe de Yu (禹陵村), canton de la tombe de Yu (禹陵乡), à 8 km au Sud-Est du centre-ville de la ville-préfecture de Shaoxing, dans la province du Zhejiang, au Sud-Est de la république populaire de Chine.

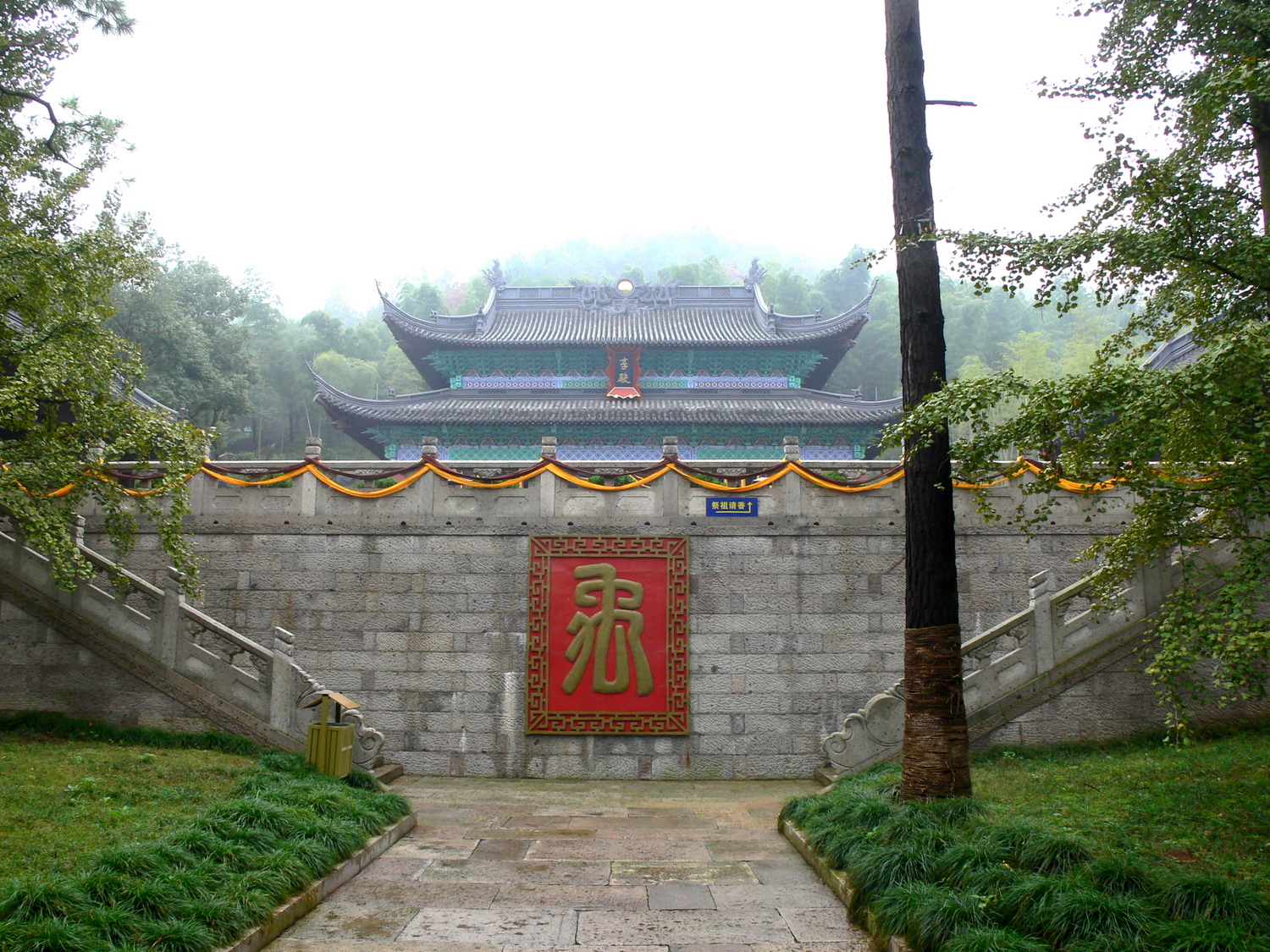
Temple de Yu le grand à Shaoxing

Il est classé depuis 1996, sur la liste des sites historiques et culturels majeurs protégés au niveau national.